# 萨姆·哈丁
萨姆·哈丁（英語：Sam Harding，1991年5月11日—），澳大利亚男子田径、铁人三项运动员。他曾代表澳大利亚参加2022年英联邦运动会铁人三项比赛，获得男子PTVI级银牌。